# Palavanski jezici
Palavanski jezici, podskupina velikocentralnofilipinskih jezika s otoka Palavana u Filipinima, koja se nekad klasificirala u nekadašnju mezofilipinsku skupinu. Obuhvaća (7) jezika, to su:
- Batak ili babuyan [bya], 200 (2000 S. Wurm). Etničkih: 2.041 (1990 popis).
- Molbog [pwm], 6,680 (1990) u Filipinima i Maleziji na otocima Balabac i Banggi.
- Brooke’s point palawanski ili palaweño [plw], 14.400 (2000). Južni Palawan.
- centralnopalavanski [plc], 12.000 (1981 UBS).
- Jugozapadnopalavansk,  [plv] 12.000 (2005 W. Davis).
- tagbanwa ili tagbanua [tbw], 10.000 (2002 SIL).
- Centralni tagbanwa [tgt] 2.000 (1985 SIL).

Skupini je nekada bio pripisivan i jezik bonggi [bdg], a danas se vodi pod dusunske jezike, bisayanska podskupina).

## Vanjske poveznice
- Ethnologue (14th)